# Rugby en silla de ruedas en los Juegos Paralímpicos de París 2024
El Rugby en silla de ruedas en los Juegos Paralímpicos de París 2024 se llevó a cabo del 29 de agosto al 2 de septiembre en el Grand Palais Éphémère.

## Participantes
| Clasificación                              | Fecha                            | Sede       | Plazas | Clasificado                                 |
| ------------------------------------------ | -------------------------------- | ---------- | ------ | ------------------------------------------- |
| Anfitrión                                  |                                  |            | 1      | Francia (FRA)                               |
| WWR European Championships Division A 2023 | 3–7 de mayo de 2023              | Cardiff    | 2      | Reino Unido (GBR) Dinamarca (DEN)           |
| WWR Asia-Oceania-Africa Championships 2023 | 29 de junio – 2 de julio de 2023 | Tokio      | 1      | Japón (JPN)                                 |
| Juegos Para Panamericanos 2023             | 17–26 de noviembre de 2023       | Santiago   | 1      | Estados Unidos (USA)                        |
| Torneo Clasificatorio Paralímpico 2024     | 17–25 de marzo de 2024           | Wellington | 3      | Australia (AUS) Canadá (CAN) Alemania (GER) |
| Total                                      |                                  |            | 8      |                                             |

## Resultados
| Evento       | Oro | Plata | Bronce |
| ------------ | --- | --- | --- |
| Evento Mixto | Japón Daisuke Ikezaki Ryuji Kusaba Yukinobu Ike Hitoshi Ogawa Hidefumi Wakayama Yuki Hasegawa Kae Kurahashi Masayuki Haga Shinichi Shimakawa Shunya Nakamachi Seiya Norimatsu Katsuya Hashimoto | Estados Unidos Sarah Adam Chuck Aoki Clayton Brackett Jeff Butler Lee Fredette Brad Hudspeth Chuck Melton Eric Newby Josh O'Neill Zion Redington Mason Symons Josh Wheeler | Australia Ryley Batt Chris Bond Ben Fawcett Brayden Foxley-Connolly Andrew Edmondson Shae Graham Jake Howe Josh Nicholson James McQuillan Emilie Miller Ella Sabljak Beau Vernon |